# Aenictonia kenyensis
Aenictonia kenyensis – gatunek chrząszcza z rodziny kusakowatych i podrodziny rydzenic.
Gatunek ten opisał po raz pierwszy w 1996 roku Roberto Pace na łamach „Revue suisse de Zoologie”. Jako lokalizację typową wskazano Góry Aberdare w Kenii.
Chrząszcz o słabo błyszczącym, wydłużonym w zarysie ciele długości 6,1 mm. Głowa jest brązowo ubarwiona, wyraźnie ziarenkowana i wyraźnie siateczkowana. Czułki mają człony pierwszy, drugi i trzeci rudożółte, pozostałe człony zaś rude. Rude przedplecze ma wyraźne siateczkowanie i wyraźnie ziarenkowanie. Brązowe pokrywy mają ostre siateczkowanie i wyraźne ziarenkowanie. Kolor odnóży jest żółty. Odwłok jest wyraźnie siateczkowany, brązowy z rudymi nasadą drugiego, trzecim i czwartym z wolnych urotergitów.
Owad afrotropikalny, znany wyłącznie z Kenii. Spotkany na rzędnych 2300 m n.p.m.